# Observation médicale
L'observation médicale est un document créé par le médecin et contenant des informations recueillies lors de l'examen médical d'un patient.

## Son contenu
- L'interrogatoire, c'est-à-dire récupérer les informations importantes par la parole
- L'examen clinique, c'est-à-dire examiner physiquement le patient
- Les examens paracliniques : radiographie, scanner, prise de sang, etc.
- Les principaux éléments du pronostic
- Indication thérapeutique et surveillance du traitement
- Incidence personnelle sur la maladie
- Conclusion : diagnostic, pronostic, thérapeutique, médico-social